# Neurigona helva
Neurigona helva är en tvåvingeart som beskrevs av Negrobov och Tsurikov 1990. Neurigona helva ingår i släktet Neurigona och familjen styltflugor. Inga underarter finns listade i Catalogue of Life.